# Volodymyr Bileka
Volodymyr Bileka, né le 6 février 1979 à Drohobytch (RSS d'Ukraine), est un coureur cycliste ukrainien.

## Biographie
En 2001, Volodymyr Bileka participe aux championnats du monde à Lisbonne au Portugal. Il y prend la 32e place de la course en ligne des moins de 23 ans, remportée par son compatriote Yaroslav Popovych.
Volodymyr Bileka commence sa carrière professionnelle en 2002 dans l'équipe cycliste Landbouwkrediet, aux côtés de Yarolav Popovych, puis rejoint avec lui en 2005 l'équipe cycliste Discovery Channel. Cette équipe américaine disparaissant à la fin de la saison 2007, il signe, toujours avec Popovych, pour l'équipe belge Silence-Lotto.
En mai, il présente sa démission à la direction de l'équipe, invocant des raisons personnelles. Ce départ pourrait être dû à un contrôle antidopage positif à l'EPO, annoncé en fin d'année, et qui lui vaut deux ans de suspension.
Il rejoint l'équipe continentale Amore & Vita-Conad en juin 2010.
Fin 2014, La Gazzetta dello Sport révèle qu'il fait partie des clients du controversé médecin italien Michele Ferrari.

## Palmarès
- 2001
  - 6e étape du Tour de Thuringe
  - 2e de Paris-Roubaix espoirs
- 2002
  - Trofej Plava Laguna 1
- 2005
  - 3e du championnat d'Ukraine du contre-la-montre
  - 3e du Circuit de la Sarthe
- 2006
  - 3e du championnat d'Ukraine du contre-la-montre
- 2011
  - Challenge du Prince - Trophée de l'anniversaire
  - 3e du championnat d'Ukraine du contre-la-montre

## Résultats sur le Tour d'Italie
5 participations
- 2002 : abandon
- 2003 : 58e
- 2004 : 50e
- 2005 : 91e
- 2007 : 47e

## Classements mondiaux
| Année              | 2005 | 2006 | 2007 | 2008 | 2009 | 2010  | 2011 | 2012 |
| ------------------ | ---- | ---- | ---- | ---- | ---- | ----- | ---- | ---- |
| Classement ProTour | 179e |      |      |      |      |       |      |      |
| UCI Africa Tour    |      |      |      |      |      |       | 34e  | 58e  |
| UCI Asia Tour      |      |      |      |      |      | 228e  | 96e  | 168e |
| UCI Europe Tour    |      |      |      |      |      | 1186e | 881e | 521e |